# Золотая малина (премия, 2014)
34-я церемония объявления лауреатов премии «Золотая малина» за сомнительные заслуги в области кинематографа за 2013 год состоялась 1 марта 2014 года (за сутки до вручения наград премии «Оскар») в Лос-Анджелесе, (Калифорния). Номинанты были объявлены 15 января 2014 (также за сутки до объявления номинантов на «Оскар»).
Номинанты в категории «Худший ремейк, плагиат или сиквел» были выбраны аудиторией сайта Rotten Tomatoes.

## Список лауреатов и номинантов
Число наград / общие число номинации
- 3/6: «После нашей эры»
- 3/5: «Муви 43»
- 1/6: «Рождество Мэдеи»
- 1/5: «Одинокий рейнджер»
- 1/2: «Семейный консультант»

 • Победители выделены отдельным цветом. 
| Категории                         | Лауреаты и номинанты                                                                      |
| --------------------------------- | ----------------------------------------------------------------------------------------- |
| Худший фильм                      | • Муви 43 / Movie 43                                                                      |
| Худший фильм                      | • После нашей эры / After Earth                                                           |
| Худший фильм                      | • Одноклассники 2 / Grown Ups 2                                                           |
| Худший фильм                      | • Одинокий рейнджер / The Lone Ranger                                                     |
| Худший фильм                      | • Рождество Мэдеи / A Madea Christmas                                                     |
| Худшая мужская роль               | • Джейден Смит — «После нашей эры»                                                        |
| Худшая мужская роль               | • Джонни Депп — «Одинокий рейнджер»                                                       |
| Худшая мужская роль               | • Эштон Кутчер — «Джобс: Империя соблазна» (за роль Стива Джобса)                         |
| Худшая мужская роль               | • Адам Сэндлер — «Одноклассники 2»                                                        |
| Худшая мужская роль               | • Сильвестр Сталлоне — «Неудержимый», «План побега» и «Забойный реванш»                   |
| Худшая женская роль               | • Тайлер Перри (в роли Медеи) — «Рождество Мэдеи»                                         |
| Худшая женская роль               | • Хэлли Берри — «Тревожный вызов» и «Муви 43»                                             |
| Худшая женская роль               | • Селена Гомес — «Погнали!»                                                               |
| Худшая женская роль               | • Линдси Лохан — «Каньоны»                                                                |
| Худшая женская роль               | • Наоми Уоттс — «Диана: История любви» и «Муви 43»                                        |
| Худшая мужская роль второго плана | • Уилл Смит — «После нашей эры»                                                           |
| Худшая мужская роль второго плана | • Крис Браун — «Короли танцпола» (англ.)                                                  |
| Худшая мужская роль второго плана | • Ларри Кейбл Гай — «Рождество Мэдеи»                                                     |
| Худшая мужская роль второго плана | • Тейлор Лотнер — «Одноклассники 2»                                                       |
| Худшая мужская роль второго плана | • Ник Свардсон — «Дом с паранормальными явлениями» и «Одноклассники 2»                    |
| Худшая женская роль второго плана | • Ким Кардашян — «Семейный консультант»                                                   |
| Худшая женская роль второго плана | • Леди Гага — «Мачете убивает»                                                            |
| Худшая женская роль второго плана | • Сальма Хайек — «Одноклассники 2»                                                        |
| Худшая женская роль второго плана | • Кэтрин Хайгл — «Большая свадьба»                                                        |
| Худшая женская роль второго плана | • Линдси Лохан — «Непристойная комедия» (англ.) и «Очень страшное кино 5»                 |
| Худший режиссёр                   | • 13 режиссёров, которые снимали «Муви 43»                                                |
| Худший режиссёр                   | • Деннис Дуган — «Одноклассники 2»                                                        |
| Худший режиссёр                   | • Тайлер Перри — «Рождество Мэдеи» и «Семейный консультант»                               |
| Худший режиссёр                   | • М. Найт Шьямалан — «После нашей эры»                                                    |
| Худший режиссёр                   | • Гор Вербински — «Одинокий рейнджер»                                                     |
| Худший сценарий                   | • 19 сценаристов фильма «Муви 43»                                                         |
| Худший сценарий                   | • Гари Уитта, М. Найт Шьямалан и Уилл Смит — «После нашей эры»                            |
| Худший сценарий                   | • Фред Вульф, Адам Сэндлер и Тим Херлихи — «Одноклассники 2»                              |
| Худший сценарий                   | • Тед Эллиот, Джастин Хэйс и Терри Россио — «Одинокий рейнджер»                           |
| Худший сценарий                   | • Тайлер Перри — «Рождество Мэдеи»                                                        |
| Худший ремейк, плагиат или сиквел | • Одинокий рейнджер / The Lone Ranger                                                     |
| Худший ремейк, плагиат или сиквел | • Одноклассники 2 / Grown Ups 2                                                           |
| Худший ремейк, плагиат или сиквел | • Мальчишник: Часть III / The Hangover Part III                                           |
| Худший ремейк, плагиат или сиквел | • Очень страшное кино 5 / Scary Movie 5                                                   |
| Худший ремейк, плагиат или сиквел | • Смурфики 2 / The Smurfs 2                                                               |
| Худшая экранная комбинация        | • Джейден Смит и Уилл Смит на планете кумовства — «После нашей эры»                       |
| Худшая экранная комбинация        | • Весь актёрский состав фильма «Одноклассники 2»                                          |
| Худшая экранная комбинация        | • Весь актёрский состав фильма «Муви 43»                                                  |
| Худшая экранная комбинация        | • Линдси Лохан и Чарли Шин — «Очень страшное кино 5»                                      |
| Худшая экранная комбинация        | • Тайлер Перри и либо Ларри Кейбл Гай, либо изношенные парик и платье — «Рождество Мэдеи» |